# Барросо, Хайме
Хайме Хесус Барросо Рамирес (исп. Jaime Jesús Barroso Ramírez; род. 15 мая 1968, Барселона) — испанский легкоатлет, специалист по спортивной ходьбе. Выступал за сборную Испании по лёгкой атлетике в 1989—1997 годах, серебряный и бронзовый призёр Кубка мира в командном зачёте, обладатель серебряной медали Универсиады в Шеффилде, победитель и призёр первенств национального значения, участник двух летних Олимпийских игр.

## Биография
Хайме Барросо родился 15 мая 1968 года в Барселоне, автономное сообщество Каталония.
Впервые заявил о себе в лёгкой атлетике на международном уровне в сезоне 1989 года, когда вошёл в состав испанской национальной сборной и выступил на чемпионате Европы в помещении в Гааге, где в ходьбе на 5000 метров стал шестым. Позднее на Кубке мира по спортивной ходьбе в Оспиталете занял 21-е место на дистанции 20 км.
В 1991 году в дисциплине 50 км стартовал на Кубке мира в Сан-Хосе, но сошёл здесь с дистанции. Будучи студентом, представлял Испанию на Универсиаде в Шеффилде — в 20-километровой гонке завоевал серебряную награду, уступив только поляку Роберту Корженёвскому.
В 1992 году в ходьбе на 50 км одержал победу на чемпионате Испании, на соревнованиях в Бадалоне установил свой личный рекорд — 3:48:08. Благодаря череде удачных выступлений удостоился права защищать честь страны на домашних летних Олимпийских играх в Барселоне — в дисциплине 50 км показал результат 4:02:08, расположившись в итоговом протоколе соревнований на 14-й строке.
На Кубке мира 1993 года в Монтеррее закрыл двадцатку сильнейших в личном зачёте 50 км и стал серебряным призёром командного зачёта. В ходьбе на 20 км стартовал на чемпионате мира в Штутгарте, с личным рекордом 1:23:41	финишировал четвёртым.
В 1995 году на Кубке мира в Пекине занял 16-е место в личном зачёте 50 км и тем самым помог своим соотечественникам выиграть бронзовые медали командного зачёта. На чемпионате мира в Гётеборге так же показал 16-й результат.
Принимал участие в Олимпийских играх 1996 года в Атланте, где в ходьбе на 50 км с результатом 4:01:09 занял итоговое 22-е место.
В 1997 году на Кубке мира в Подебрадах финишировал на 24-й позиции в дисциплине 50 км, став бронзовым призёром командного зачёта.